# همبستگی و وابستگی

چندین مجموعه از نقاط (x, y)، با ضریب همبستگی پیرسون بین نقاط x و y آن‌ها نمایش داده شده‌است. این همبستگی نمایانگر میزان نویز و جهت خطی رابطه (ردیف بالا) است، اما شیب رابطه را نشان نمی‌دهد (ردیف وسط)، و همچنین نمی‌تواند جنبه غیر خطی بودن روابط را نشان دهد (ردیف پایین). دقت کنید: در تصویر وسط شیب صفر است، اما در این حالت ضریب همبستگی تعریف نمی‌شود، چون واریانس Y برابر صفر است.

در آمار، وابستگی هر نوع رابطه آماری عِلّی یا غیر علی بین دو متغیر تصادفی یا داده‌های دو متغیره می‌باشد. همبستگی در وسیع‌ترین معنای خود، هر نوع پیوند آماری را شامل می‌شود، اگرچه بیشتر از این اصطلاح برای درجه ارتباط خطی بین یک جفت متغیر استفاده می‌شود. مثال‌های آشنای پدیده‌های وابستگی شامل همبستگی بین قد والدین و اولادشان و همبستگی بین تقاضای یک عرضه محدود و قیمتش می‌باشد.
همبستگی مفهوم مفیدی است، چرا که می‌تواند نشانگر رابطهٔ قابل پیش‌بینی بوده و در عمل از این پیش‌بینی پذیر بودن می‌توان سود جست. به عنوان مثال، یک کالای الکتریکی ممکن است در یک روز معتدل، بر اساس همبستگی بین تقاضای الکتریسیته و وضعیت هوا، قدرت کمتری تولید کند. در این مثال، یک رابطه علی وجود دارد، چون هوای نامساعد موجب می‌گردد که مردم جهت گرم یا خنک‌سازی انرژی بیشتری مصرف کنند. با این حال، در کل، وجود یک همبستگی برای استنتاج یک رابطه علی کافی نیست (یعنی، همبستگی علیت را نتیجه نمی‌دهد).
به لحاظ صوری، متغیرهای تصادفی وابسته هستند اگر خاصیت ریاضیاتی استقلال احتمالاتی را ارضاء نکنند. اما در گفتگوی عادی همبستگی هم‌معنی با وابستگی است. چندین ضریب همبستگی وجود دارند که درجه همبستگی را اندازه‌گیری می‌کنند و اغلب به صورت {\displaystyle \rho } یا {\displaystyle r} نمایش داده می‌شوند. رایج‌ترین این ضرایب، ضریب همبستگی پیرسون است، که تنها برای رابطه خطی بین دو متغیر معنا دارد (اگر حتی یک متغیر هم تابع غیر خطی از دیگری باشد نیس این ضریب وجود خواهد داشت). دیگر ضرایب همبستگی قوی تر از پیرسون نیز توسعه یافته‌اند، یعنی ضرایبی که نسبت به روابط غیر خطی حساسیت بیشتری داشته باشند. از اطلاعات متقابل هم می‌توان برای اندازه‌گیری وابستگی بین دو متغیر استفاده کرد.

## ضریب همبستگی پیرسون

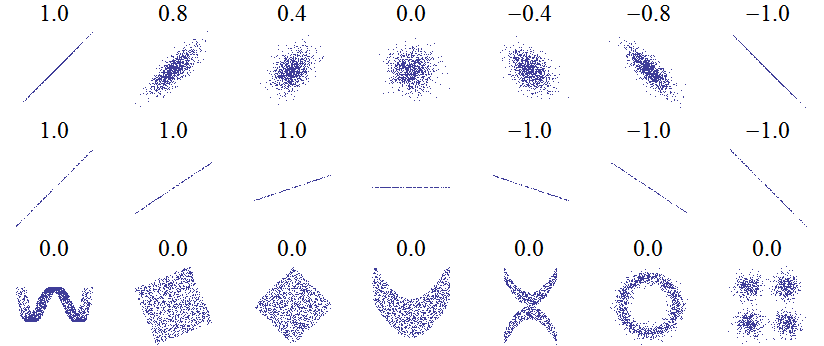
مثال‌هایی از همبستگی

مقاله اصلی: ضریب همبستگی پیرسون

### تعریف
آشناترین شاخص برای اندازه‌گیری وابستگی بین دو کمیت، ضریب همبستگی پیرسون است که اغلب به آن «ضریب همبستگی» می‌گویند. این ضریب از تقسیم کوواریانس دو متغیر از طریق ضرب انحراف معیارشان بدست می‌آید. کارل پیرسن این ضریب را از طریق ایده مشابه، اما متفاوتی از فرانسیس گالتون بدست آورد.
ضریب همبستگی جمعیت {\displaystyle \rho _{X,Y}} بین دو متغیر تصادفی {\displaystyle X} و {\displaystyle Y} با مقادیر امید ریاضی‌های {\displaystyle \mu _{X}} و {\displaystyle \mu _{Y}} و انحراف معیارهای {\displaystyle \sigma _{X}} و {\displaystyle \sigma _{Y}} به این صورت تعریف شده‌است:
{\displaystyle \rho _{X,Y}=\operatorname {corr} (X,Y)={\operatorname {cov} (X,Y) \over \sigma _{X}\sigma _{Y}}={\operatorname {E} [(X-\mu _{X})(Y-\mu _{Y})] \over \sigma _{X}\sigma _{Y}}}
که در آن {\displaystyle \operatorname {E} } عملگر امید ریاضی، {\displaystyle \operatorname {cov} } و {\displaystyle \operatorname {corr} } به معنای کوواریانس و همبستگی هستند. ضریب پیرسون تنها زمانی قابل تعریف است که هر دوی انحراف معیارها متناهی و مثبت باشند. می‌توان فرمول فوق را به صورت زیر هم نوشت، که در آن از گشتاورها استفاده شده‌است:
{\displaystyle \rho _{X,Y}={\operatorname {E} (XY)-\operatorname {E} (X)\operatorname {E} (Y) \over {\sqrt {\operatorname {E} (X^{2})-\operatorname {E} (X)^{2}}}\cdot {\sqrt {\operatorname {E} (Y^{2})-\operatorname {E} (Y)^{2}}}}}